# Подводное течение (фильм, 2009)
«Подводное течение» (исп. Contracorriente) — фильм, который представлял Перу на восемьдесят третьей церемонии Американской киноакадемии в 2010 году. Номинант испанской национальной кинопремии «Гойя» за 2010 год в номинации «Лучший иностранный фильм на испанском языке».

## Сюжет
Действие происходит в перуанской деревне на тихоокеанском побережье. Молодой женатый рыбак по имени Мигель тщательно скрывает от близких и односельчан свой роман с другим мужчиной — художником Сантьяго, который, в отличие от Мигеля, не делает секрета из своей гомосексуальности. Произошла трагедия, и Сантьяго утонул в море. Теперь он в виде призрака является Мигелю и просит о помощи: по местным верованиям душа умершего не обретёт покой, пока тело не будет найдено и предано океану в соответствии с обычаями. Рыбак находит тело любовника, но решает никому не говорить об этом: его устраивает то, что посторонние не могут видеть Сантьяго, таким образом можно и дальше оставаться рядом с любимым. Мигелю предстоит иметь дело с последствиями своих действий, понять и принять свою сущность, рискуя потерять людей, которых он любит.

## В ролях
| Актёр            | Роль     |
| ---------------- | -------- |
| Кристиан Меркадо | Мигель   |
| Татьяна Астенго  | Мариэла  |
| Маноло Кардона   | Сантьяго |

## Награды
Картина завоевала призы зрительских симпатий на фестивале «Сандэнс» (2010), XIV Международном кинофестивале в Лиме (2010) и на Международном кинофестивале в Майями (2010), а также получила награду кинофестиваля в Сан-Себастьяне (2009).